# 2007 (album)
2007 is het elfde Nederlandstalige album van de Nederlandse popgroep The Scene, uitgebracht in 2007. De plaat werd opgenomen in Studio 150 te Amsterdam. Van de plaat werden geen nummers op single uitgebracht.

## Nummers
| 1.                 | Geloof                                          | Otto Cooymans, Thé Lau              | 3:53 |
| 2.                 | Blauw (met Sam Bettens)                         | Thé Lau                             | 3:56 |
| 3.                 | Samen                                           | Thé Lau                             | 4:49 |
| 4.                 | Alkmaar                                         | Thé Lau, Neeltje Maria Min          | 3:32 |
| 5.                 | Rigoureus (met Tom Barman)                      | Thé Lau                             | 6:03 |
| 6.                 | Meisje van de dromen                            | Thé Lau                             | 2:48 |
| 7.                 | Zuster                                          | Thé Lau                             | 3:19 |
| 8.                 | Open                                            | Thé Lau                             | 5:02 |
| 9.                 | Wild en luidruchtig                             | Thé Lau                             | 5:02 |
| 10.                | Iedereen is van de wereld (met Paskal Jakobsen) | Eus van Someren, Thé Lau            | 3:43 |
| 11.                | Brand                                           | Otto Cooymans, Thé Lau              | 3:09 |
| 12.                | Steenworp                                       | Emilie Blom van Assendelft, Thé Lau | 3:26 |
| Totale duur: 48:57 |                                                 |                                     |      |

## Muzikanten
De credits op de oorspronkelijke cd vermeldden:
- Emilie Blom van Assendelft - bas, zang
- Jan-Peter Bast - Strijkers arrangementen
- Jeroen Booy - slagwerk
- Otto Cooymans - Keyboard, zang
- Leendert Haaksma - gitaar
- Thé Lau - gitaar, zang
- Eva van de Poll - cello
- Ananta Roosens - viool
- Sophie de Rijk - viool
- Laura Valenzuela - altviool